# Paprsek (kolo)

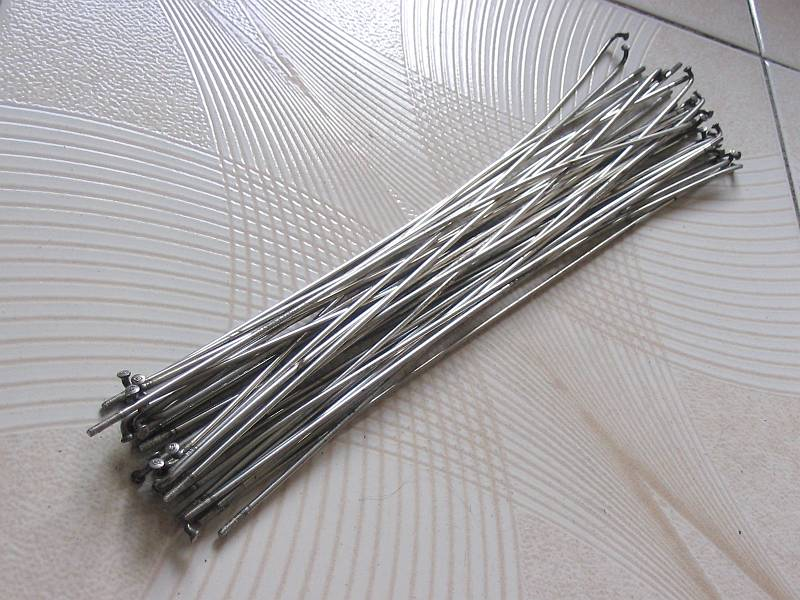
Paprsky (špice) jízdního kola

Paprsek (neboli špice) je jedna z několika tyček, které spojují náboj kola paprskové konstrukce s jeho ráfkem. Paprsky bývají uspořádány osově symetricky k ose kola. Jejich hlavním účelem je snížit hmotnost kola a tím pádem i energii potřebnou k pohonu vozidla.

## Paprsková konstrukce kola
U paprskových kol rozlišujeme tři základní typy konstrukce:
Celistvou
– celistvé paprskové kolo je obvykle vyrobeno jako odlitek, například kola železničních vozidel.
Loukoťovou
– ráfek se skládá ze segmentů (loukotí), do kterých jsou vsazeny paprsky, a to minimálně dva do každého. Paprsky jsou u těchto kol namáhány tlakem, či přesně řečeno na vzpěr. Tato kola byla obvykle celodřevěná stažená železnými obručemi.
Drátovou (výpletovou)
– celistvý ráfek je spojen s nábojem tenkými předepjatými paprsky (obvykle dráty) tak, že tyto jsou namáhány tahem. Náboj je v podstatě zavěšen do ráfku. Uspořádání paprsků může být:
- radiální
- zkřížené